# Jacob Guay
Jacob Guay, né le 8 avril 1999 à Montréal, au Québec, est un chanteur pop et R&B et danseur canadien.

## Biographie
Jacob commence à chanter à l'âge de 4 ans. À 7 ans, il apparaît dans la version québécoise de L'École des fans. L'année d'après, il participe à la compétition Que feriez vous pour 100.00 $.
Jacob Guay est interprète et il chante aussi bien en français qu'en anglais. Il est également musicien et joue du piano et de la guitare. En novembre 2008, il chante en duo avec la chanteuse italo-canadienne Giorgia Fumanti le titre Le plus grand amour qui soit paru sur l'album Je Suis. Il sort ensuite en avril 2009 son album Partir pour les étoiles, dont la chanson Un pas de plus, écrite par Nadine Bissonnette et Yannick Lemieux, sert de « locomotive » pour promouvoir l'album. Le disque contient aussi la chanson Question de paix dont le texte est signé par l'écrivain Donald Bilodeau sur une musique de Johanne Lefebvre et d'Yves Frulla, le claviériste attitré de Céline Dion. Jacob y chante aussi Dans un spoutnik de Daniel Bélanger, Berceuse pour maman de Pat McCarthy et il écrit lui-même le texte de la chanson Stop ! (Je suis amoureux). La chanson titre, Partir pour les étoiles, est écrite par Donald Bilodeau sur une musique de la compositrice française Moria Némo.
Son premier succès est le titre Si jeune, chanté en duo avec Karl Wolf. Jacob enregistre aussi la chanson Deux frères sous le soleil, extraite du film Spirit, l'étalon des plaines.
En 2012, Jacob enregistre la version française d’All The Way avec Claudia Bouvette, participante à la deuxième saison de Mixmania2. La version anglaise est interprétée par lui-même avec Nadja. Il interprète aussi deux autres titres en duo : d'abord avec Sunny la chanson Premier amour, puis de nouveau avec Karl Wolf la chanson Dis-moi si tu vois.
En 2013, Jacob enregistre sa chanson Blow My Mind, qui sort le 12 mars.
Il est souvent présenté comme un avatar de Justin Bieber.
Le 8 octobre 2015, il participe à la deuxième saison de The Voice Kids France en interprétant All of me de John Legend. La coach Jenifer est la seule à s'être retournée, lui assurant une place pour les battles. Il échoue aux portes de la finale le 16 octobre 2015.

## Discographie

### Singles
- 2009 : Partir pour les étoiles

1. Les Anges Sur Terre
2. Stop ! (Je Suis Amoureux)
3. Berceuse
4. Si La Musique
5. Dans Un Spoutnik
6. Partir Pour Les Étoiles
7. Deux Frères Sous Le Soleil
8. Un Pas De Plus
9. Dis-Moi
10. Question De Paix
11. Une Étoile Qui Passe
12. Quand Je Serai Grand

- 2010 : Si Jeune
- 2010 : Dis-moi si tu vois
- 2012 : All the Way
- 2013 : Blow my Mind
- 2015 : J’te vois partout

### Soundtrack
- 2012 : "Deux frères sous le soleil", sur la bande originale française de la chanson "Brothers Under the Sun" du film Spirit, l'étalon des plaines